# ريتشارد إليس (مصور)
ريتشارد إليس (بالإنجليزية: Richard Ellis)‏ هو مصور أمريكي، ولد في 1960.